# GSP Saturn
GSP Saturn — румунська самопідіймальна бурова установка.

## Загальні відомості
У межах програми пошуку родовищ на чорноморському шельфі Румунія організувала на верфі у дунайському Галаці (наразі Damen Shipyard Galati) спорудження бурових установок за придбаним в США проектом. Сьомою (і останньою) в цій серії стала установка Saturn, яка стала до ладу в 1988 році.
За своїм архітектурно-конструктивним типом судно відноситься до самопідіймальних (jack-up). Воно має чотири опори довжиною по 122 метра та може діяти в районах з глибинами від 10 метрів до 91 метра. Роботи провадяться при максимальній висоті хвиль до 9 метрів та їх інтервалі у 12 секунд і швидкості вітра до 50 вузлів. Судно здатне витримувати шторм при максимальній висоті хвиль до 12 метрів та їх інтервалі у 10 секунд і швидкості вітра до 86 вузлів.
Розміщена на борту бурова установка National Oilwell Varco ADS 10D потужністю 3000 кінських сил дозволяє здійснювати спорудження свердловин глибиною 9,1 км. Первісно для проведення бурових робіт судно мало займати місце над устям свердловини (slot type) та могла без переміщення споруджувати до 9 свердловин. В 2009-му провели модернізацію вартістю 55 млн доларів США із оснащенням Saturn кантилевером — виносною консоллю для бурового обладнання, яка дозволяє провадити роботи над існуючими нафтовими платформами. При цьому максимально можлива кількість свердловин на одній локації зросла до 27. Роботи провадились у Констанці, але сам кантилевер виготовили на верфі Lamprell у Об'єднаних Арабських Еміратах та доправили до Румунії на судні для перевезення великовагових вантажів.
Після модернізації силова установка Saturn базується на 5 двигунах Caterpillar 3512 потужністю по 1,24 МВт, крім того, існує один аварійний двигун Caterpillar C-18 DI-TA потужністю 0,43 МВт.
Судно є несамохідним, тому пересування до місця виконання робіт повинне здійснюватись шляхом буксирування.
На борту може проживати 100 осіб.
Jupiter має майданчик для гелікоптерів розмірами 24,4х24,4 метра, призначений для прийому машин типів Puma SA 330, Bell 212 — Bell 412.
Упродовж майже двох десятків років судно належало державній нафтовій компанії Petrom, яку в 2004-му приватизували і продали австрійській OMV. У 2005-му Petrom продала весь свій флот активних самопідіймальних бурових установок, і в тому числі Saturn, румунській компанії Grup Servicii Petroliere (GSP). Остання в 2008-му провела перейменування суден свого флоту, додавши до кожної назви початковий елемент «GSP», так що Saturn стало носити назву GSP Saturn.

## Служба судна
У першій половині 2000-х Saturn працювало в Чорному морі для компанії Petrom, виконуючи роботи з буріння, освоєння, тестування, ліквідації та капітального ремонту свердловин.
В 2005-му судно задіяли у болгарському секторі Чорного моря, де за контрактом з британською Melrose Resources воно спорудило розвідувальні свердловини Samotino-1 та Samotino-2. Перша дісталась глибини у 1870 метрів та виявила пісковики гарної якості у цільовому олігоценовому горизонті, проте відсутність покрівлі завадила утворенню тут покладів вуглеводнів. Друга свердловина мала перевірити еоценові відкладення на фланзі структури Samotino More (розвідку на якій провадили ще у 1980-х). Вона досягла позначки у 2060 метрів, але виявила лише газо- та нафтопрояви.
Після цього в 2005—2006 Saturn працювало в турецькому секторі Чорного моря, де провадилась розвідка газових родовищ Південно-акчакочинського суббасейну. Тут в районі з глибиною моря 62 метра воно спорудило на родовищі Akkaya дві оціночні свердловини — Akkaya-2 (довжина 1350 метрів) та Akkaya-3 (довжина 1822 метра). Крім того воно провело перебурювання свердловини Akkaya-1 (тепер отримала назву Akkaya-1/A), яку незадовго до того спорудила інша румунська самопідіймальна установка Prometeu. В подальшому при спробі встановити над нею захисний кесон сталась аварія, що й призвело до відновлення свердловини за допомого установки Saturn (при цьому Akkaya-1/A поглибили з 1275 до 2435 метрів.
Після цього судно знову задіяли у румунському секторі, де на замовлення Petrom воно провадило операції з буріння, ліквідації та капітального ремонту свердловин в районах з глибинами моря від 32 до 87 ветрів. Втім, невдовзі Saturn знову відвідало Південно-акчакочинський суббасейн, де в 2007—2008 роках провадили роботи по встановленню платформ на родовищах Аккая, Аязлі-Схід та Аязлі. На цей раз Saturn разом з Prometeu залучили до нетипового завдання зі сприяння у спуску на дно моря опорних основ (джекетів) платформ, доправлених з майданчику у Деріндже (Мармурове море) за допомогою понтонів.
Перші завдання після проведеної наприкінці 2000-х років модернізації також виявились пов'язаними з турецьким сектором Чорного моря. Спершу в липні 2009-го судно провело роботи з освоєння свердловини İğneada-1, розташованої в районі з глибиною води 87 метрів за вісім десятків кілометрів на північний захід від виходу з Босфору (її спорудило ще в 1971-му бурове судно Glomar V). Далі Saturn узявся за розвідувальне буріння. Першу свердловину — Durusu-1 — заклали за пісотні кілометрів на північний захід від виходу з Босфору. Вона знаходилась в районі з глибиною води 80 метрів та до кінця літа досягнула довжини у 2510 метрів. Втім, виявити вуглеводні у цільових формаціях не вдалось. Після цього судно перейшло до Південно-Акчакочинського суббасейну та до кінця 2009-го пробурило Batı Ayazlı-1 (на структурі Аязлі-Захід, глибина моря 80 метрів, довжина 2545 метрів) та Doğu Akkaya-1 (на структурі Аккая-Схід, глибина моря 62 метріа, довжина 1400 метрів). Остання виявилась сухою, а от Batı Ayazlı-1 виявила кілька газонасичених інтервалів.
Наступне завдання потребувало переміщення GSP Saturn до Середземного моря. В березні 2010-го установка, з якої в Констанці зняли верхні секції опор та кран, пройшла під босфорськими мостами. Після того, як на верфі у Тузлі провели зворотній монтаж, GSP Saturn вирушило до узбережжя Лівії для робіт за контрактом з японською компанією Japan Petroleum Exploration (JAPEX). До липня 2010-го у блоці 40-3/4, розташованому на північний схід від Бенгазі, спорудили дві розвідувальні свердловини. Роботи провадились в районі з глибиною моря 70 метрів та включали буріння і ліквідацію свердловин.
Станом на грудень 2010-го GSP Saturn перебувало на турецкій верфі у Тузлі, звідки вирушило у Грецію для робіт в затоці Кавала на замовлення компанії Energean Oil & Gas.  Спершу на нафтовому родовищі Прінос воно пробурило свердловину PA-35, яка почала роботу в лютому 2011-го. Після цього судно узялось за капітальний ремонт свердловини EA-H1 на іншому нафтовому родовищі Епсілон, під час якого виявили руйнацію обсадної колони (що й було причиною кілька разового скорочення дебіту). Для виправлення ситуації спробували забурити бічний стовбур, проте операція вивявилась невдалою і свердловину довелось полишити.
З жовтня 2011-го та щонайменше до лютого 2012-го GSP Saturn працювало біля узбережжя Тунісу. Тут на ліцензійній ділянці Kaboudia в районі з глибиною моря 64 метра провадила розвідувальне буріння компанія Numhyd (спільне підприємство місцевої Tunisian Company of Petroleum Activities та алжирської Sonatrach). Крім того, GSP Saturn виконало в районі з глибиною моря 13 метрів операцію із глушіння та ліквідації свердловини для компанії APEX.
Далі судно перейшло до Північного моря, де в червні 2012-го почало роботи у нідерландському секторі за річним контрактом з компанією Wintershall Noordzee. Відомо, зокрема, що восени 2012-го воно спорудило тут в районі з глибиною моря 44 метри свердловину F17-10, яка досягнула глибини у 1490 метрів та виявила нафтове родовище.
В 2014-му установка здійснила вояж для спорудження свердловини на Долгинському нафтовому родовищі у Печорському морі для російської компанії Газпромнєфть (первісно планувалось, що цю роботу виконає ще в 2013-му інше судно тієї ж румунської компанії — GSP Jupiter, проте воно не змогло прибути до місця робіт у короткий літньо-осінній період, коли погодні умови дозволяють працювати в Арктиці). В районі з глибиною моря 41 метр GSP Saturn пробурило розвідувальну свердловину Сєвєро-Долгінськая-3 глибиною 3520 метрів, за результатами спорудження якої виникла потреба у повній перебудові геологічної моделі родовища.
В листопаді 2014-го при буксируванні з Печорського моря до Мурманська GSP Saturn потрапило у сильний шторм, було втрачено один рятувальний човен та пошкоджено майданчик для гелікоптерів. В цих умовах прийняли рішення про евакуацію персоналу, яку провели рятувальне судно «Спасатель Карев» та буксир-постачальник Strilborg. Після цього установка ще тиждень перебувала в тому ж районі, після чого буксирам-постачальникам Stril Challenger та Stril Commander вдалось відновити буксирування та довести її до Мурманська.
Не пізніше серпня 2015-го судно потрапило у простій (на той час на тлі різкого падіння цін на нафту на рикну офшорного буріння виник значний надлишок бурових установок). В листопаді 2017-го розпочали операцію з його повернення до Чорного моря. Спершу в порту Роттердаму GSP Saturn завантажили на судно для транспортування негабаритних вантажів Fjord. Після підготовки на верфі у Тузлі на початку лютого 2018-го судно на буксирі провели через протоку Босфор (причому це вдалось лише із другої спроби).
У травні — липні 2018-го GSP Saturn спорудило дві розвідувальні свердловини у румунському секторі Чорного моря для компанії Black Sea Oil & Gas. Спершу в районі з глибиною моря 73 метра пробурили свердловину Iulia-1, яка досягнула глибини у 2110 метрів, проте не виявила очікуваного газонасиченого резерувару у відкладеннях понтійського ярусу (міоцен). Після цього в районі з глибиною води 88 метрів спорудили свердловину Paula-1, яка досягнула позначки у 1036 метрів, проте виявила у дакійському ярусі (пліоцен) лише некомерційні газопрояви.
В січні 2019-го судно знову пройшло через Босфор до турецького порту Текірдаг (пінічне узбережжя Мармурового моря). Це було пов'язане із залученням GSP Saturn до проекту розширення підземного сховища Сіліврі, створеного на основі офшорного родовища Кузей-Мармара. В першій половині 2019-го судно пробурило тут дві оціночні свердловини KM-31 та KM-32. Первісно планувалось, що воно ж проведе роботи із глушіння старих свердловин та буріння 9 нових, втім, у підсумку в середині 2020-го GSP Saturn повернулась до Чорного моря, оскільки далі проектом має зайнятись турецька компанія ME-ADS, яка придбала для цього самопідйомну установку Anadolu 01.
В грудні 2020-го GSP Saturn узялось за спорудження для компанії OMV Petrom двох видобувних свердловин у блоці Істрія (саме тут знаходиться комплекс родовищ, розробка якого почалась ще у 1980-х роках — Лебада-Схід, Лебада-Захід та інші). Закладені в районі з глибиною води 60 метрів, свердловини мали досягнути глибини біля 2500 метрів.
На жовтень 2021-го для GSP Saturn був запланований початок буріння двох видобувних свердовин у Південно-акчакочинському суббасейні на родовищах Алаплі та Байханлі.